# Ernst-Ludwig-Teich
Der Ernst-Ludwig-Teich ist ein kleines künstliches Stillgewässer in Langen, Hessen.

## Geographie
Der Ernst-Ludwig-Teich befindet sich am Südostrand von Langen. 
Der Teich ist ca. 170 m lang und ca. 65 m breit.
Er hat eine Fläche von ca. 1,5 ha.
Ein Erddamm mit Durchlass staut das Wasser.
Um den Teich fließt der Hegbach.
Der Ernst-Ludwig-Teich liegt im NSG Hegbachaue bei Messel im Koberstädter Wald.

## Fauna
Auf dem Areal leben verschiedene Tierarten; u. a. Enten, Milane, Teichmolche, Teichhühnern, Erdkröten, Springfrösche und Wildgänse.  
Zahlreiche einheimische Fischarten beleben den Teich.

## Flora
Der Ernst-Ludwig-Teich liegt mitten in einem Mischwald.          

## Geschichte und Etymologie
Der Ernst-Ludwig-Teich wurde um 1890 – im Zuge einer großflächigen Umgestaltung des Waldes zu einem Erholungsgebiet – als Fischzucht-Teich für Karpfen und Hechte angelegt. Das Gewässer ist nach Ernst Ludwig von Hessen-Darmstadt (1667–1739) benannt, von 1678 bis 1739 Landgraf von Hessen-Darmstadt.

## Bildergalerie

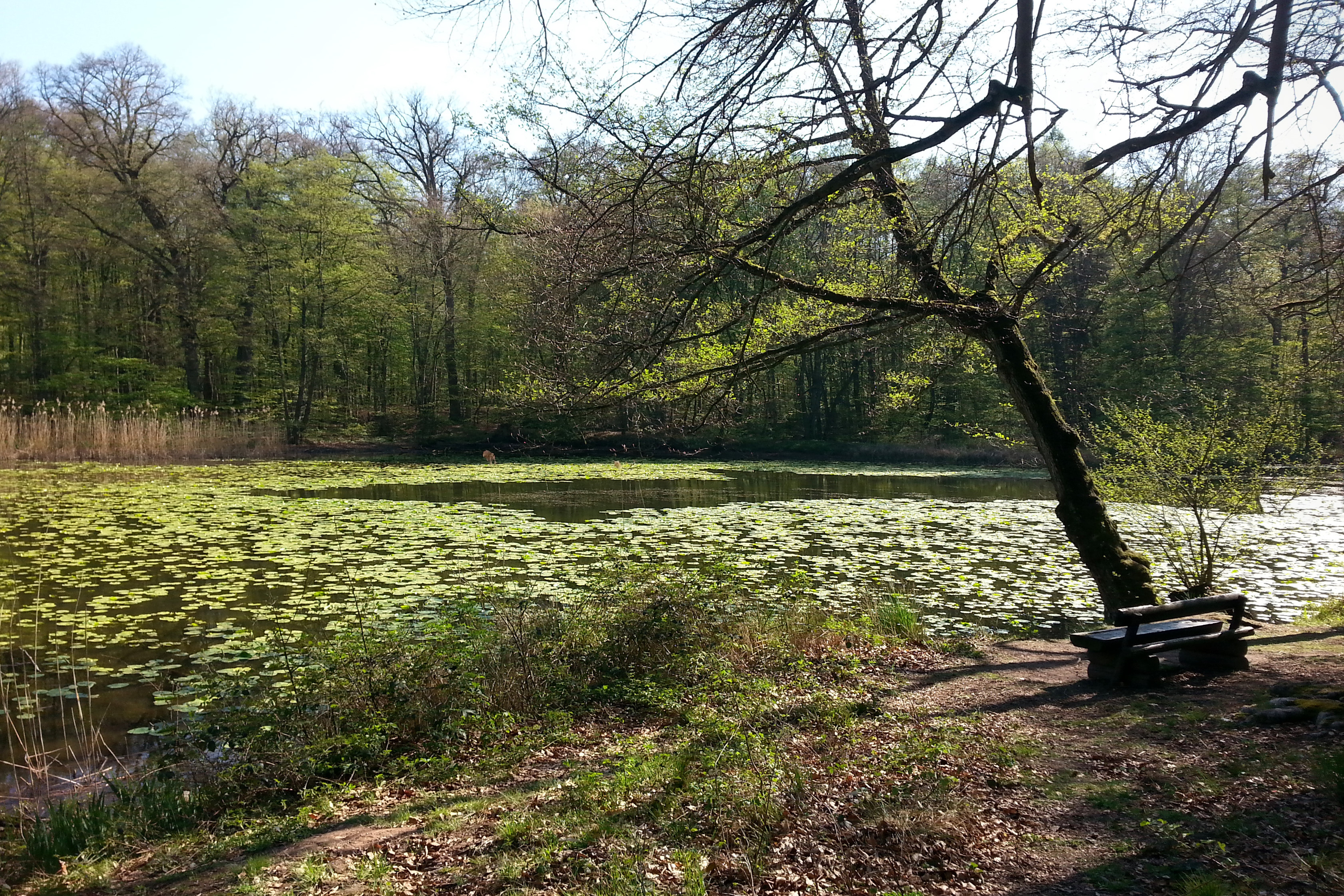
Ernst-Ludwig-Teich (2019)
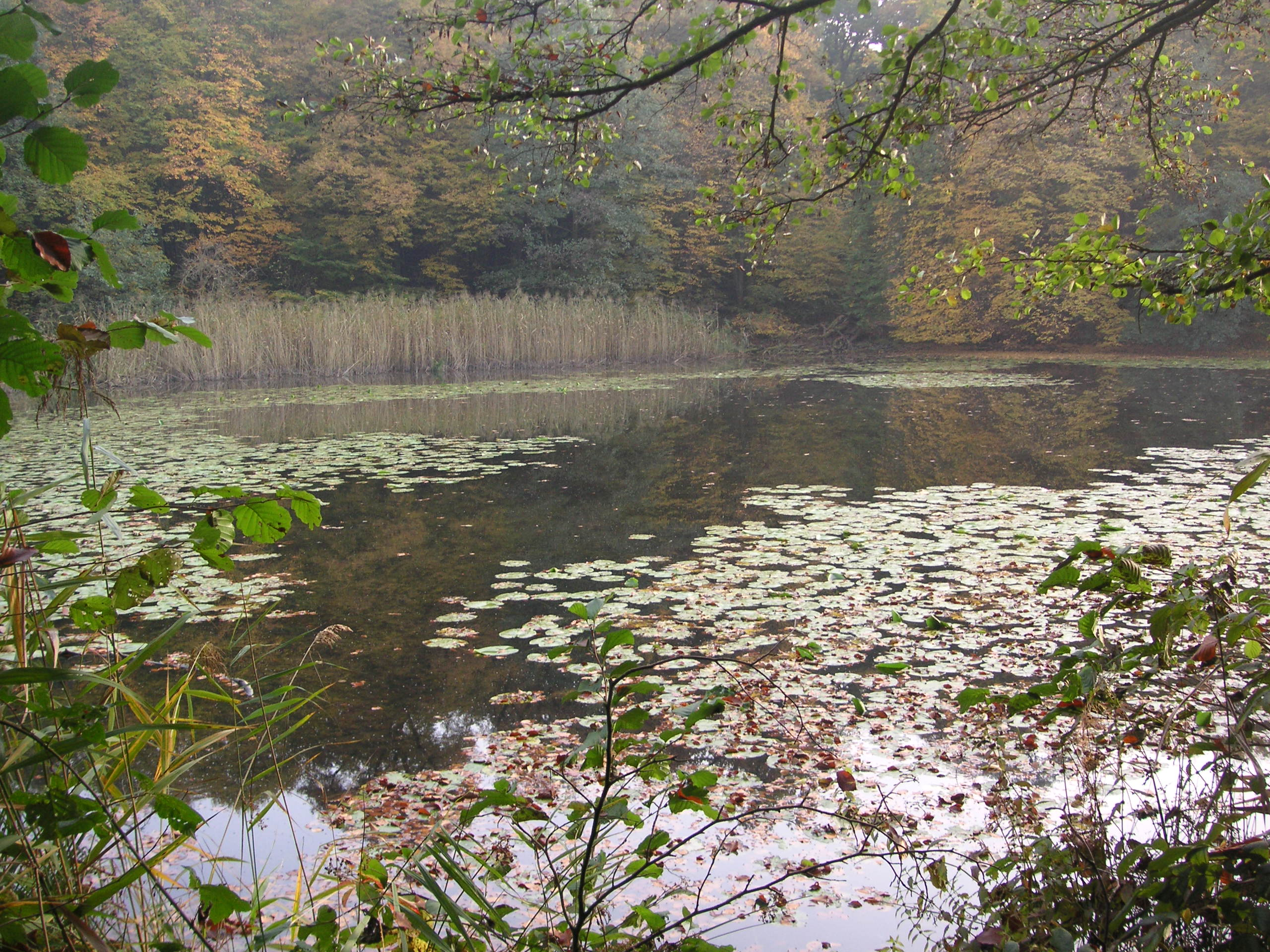
Ernst-Ludwig-Teich (2008)
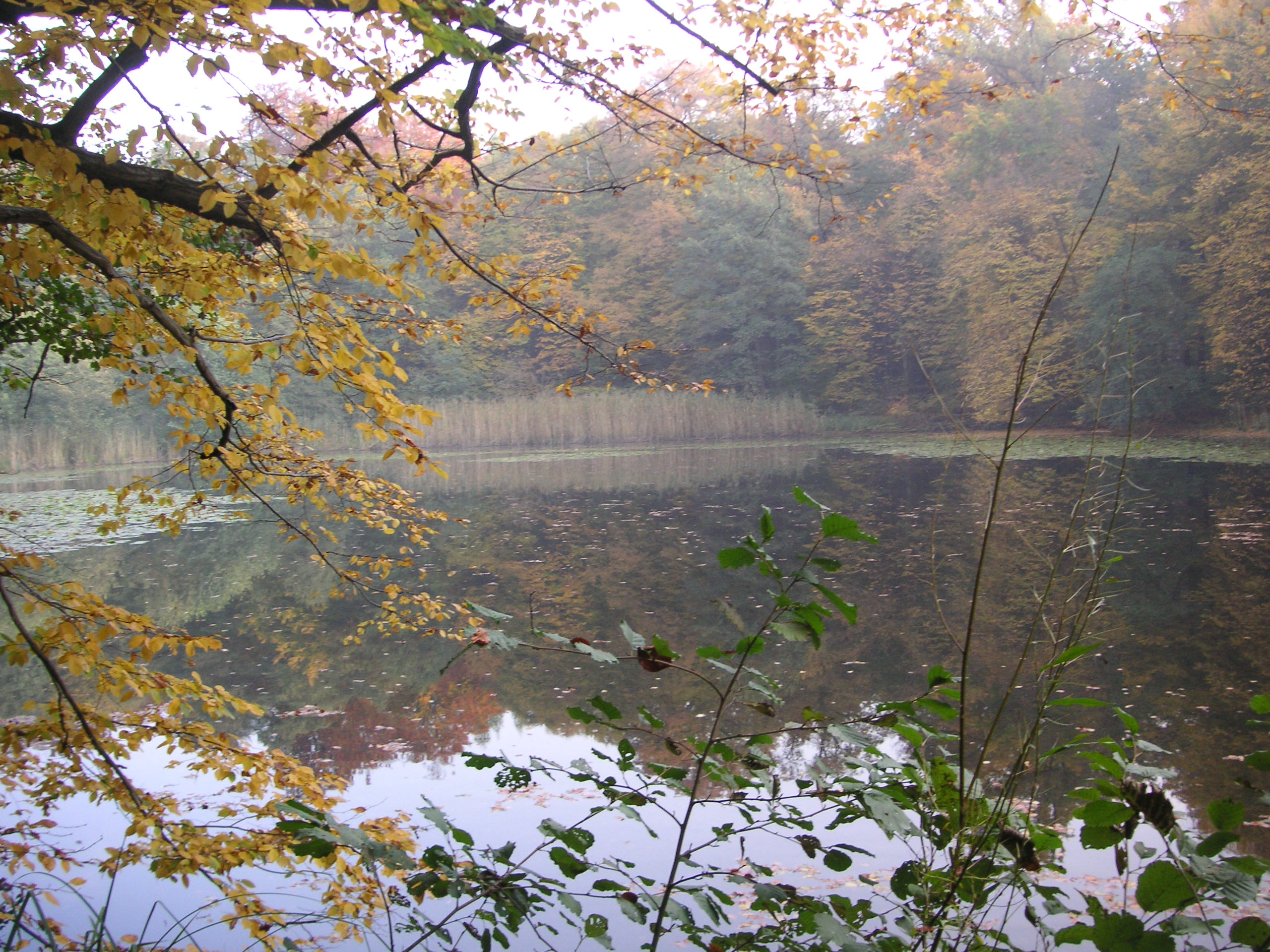
Ernst-Ludwig-Teich (2008)
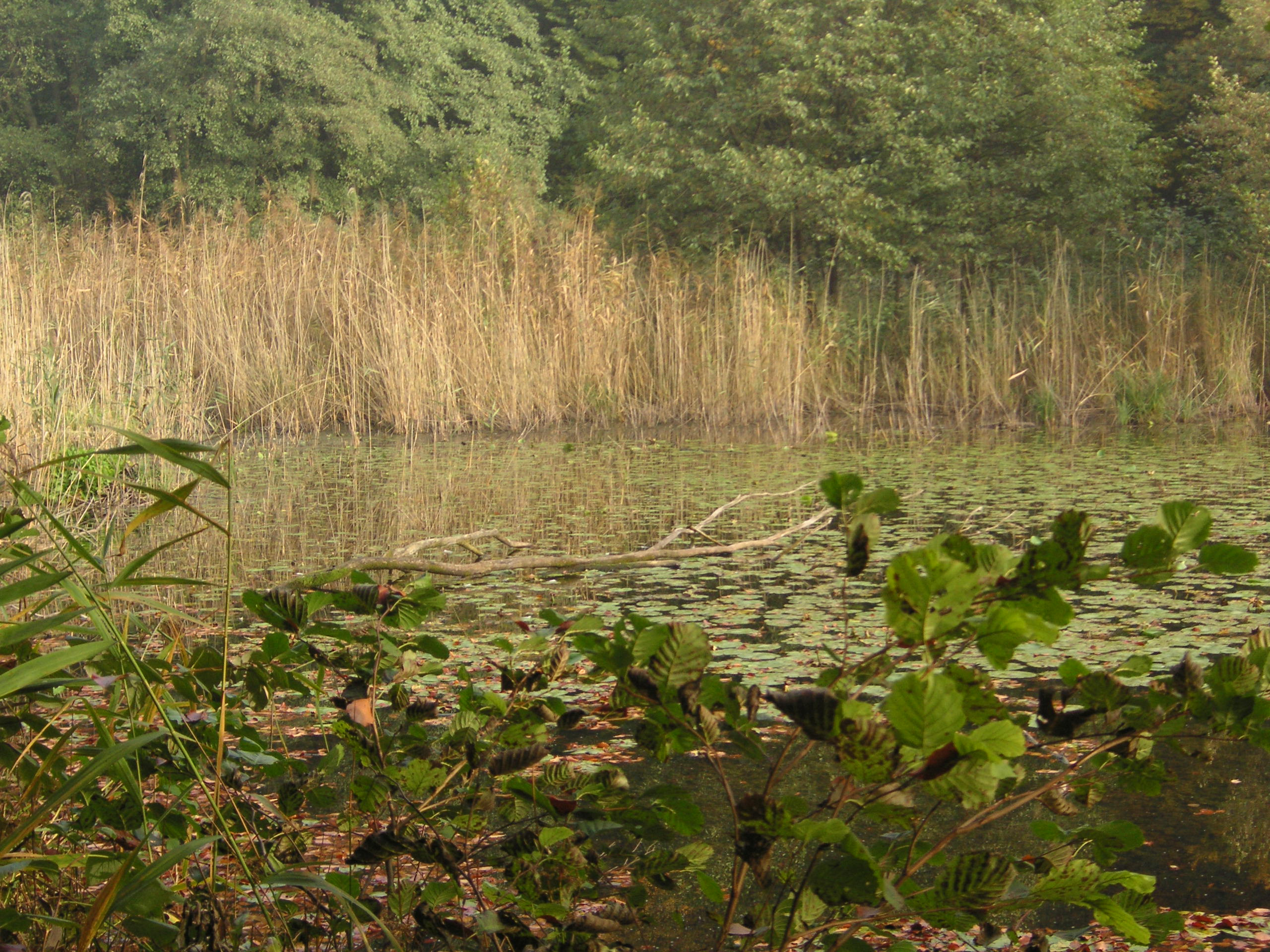
Ernst-Ludwig-Teich (2008)
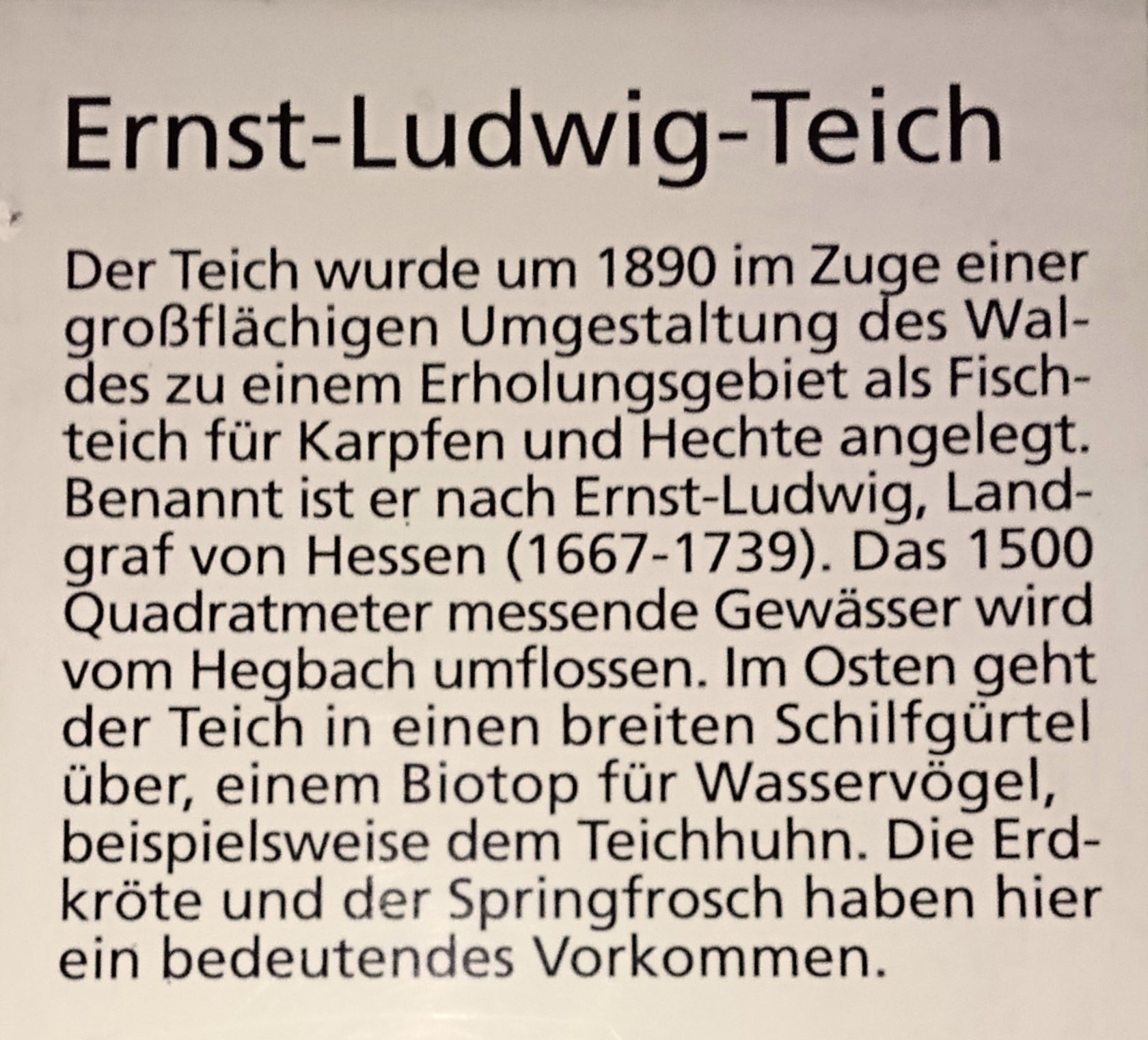
Rhein Main Info Grafik Ernst Ludwig Teich